# 미세스 다웃파이어
《미세스 다웃파이어》(영어: Mrs. Doubtfire)는 1993년에 개봉한 미국의 코미디 드라마 영화이다.

## 줄거리
다니엘 힐러드는 샌프란시스코에 거주하는 프리랜서 성우이다. 그는 세 자녀(14세 리디아, 12세 크리스토퍼 "크리스", 5세 나탈리)의 헌신적인 아버지이지만 건축가인 그의 아내 미란다는 그를 신뢰할 수 없다고 생각한다. 어느 날 다니엘은 도덕적으로 의심스러운 대본에 대한 의견 불일치로 직장을 그만두고 크리스의 나쁜 성적표로 인한 미란다의 반대에도 불구하고 크리스를 위해 혼란스러운 생일 파티를 열기 위해 집으로 돌아간다. 이것은 그녀가 이혼을 신청할 정도로 미란다를 화나게 한다. 첫 번째 양육권 청문회에서 법원은 미란다에게 자녀의 단독 양육권을 부여한다. 공유 양육권은 다니엘이 3개월 이내에 안정적인 직업과 적절한 거주지를 찾는지 여부에 달려 있다.
다니엘은 자신의 삶을 재건하기 위해 노력하고 아파트를 확보하고 TV 방송국의 배송 사무원으로 새로운 일자리를 확보하면서 미란다가 가정부를 찾고 있다는 사실을 알게 된다. 다니엘은 그녀의 분류 광고 형식을 비밀리에 변경한 다음 그의 성우 기술을 사용하여 일련의 바람직하지 않은 지원자로 위장하면서 미란다에게 전화를 건다. 다니엘은 마침내 미란다를 "Police Doubt Fire was Accidental"이라는 제목의 신문 헤드라인에서 따온 강력한 자격을 갖춘 영국의 유모인 "Mrs. Euphegenia Doubtfire"라고 부른다. 미란다는 감명을 받고 다웃파이어를 인터뷰에 초대한다. 다니엘은 메이크업 아티스트인 형 프랭크와 프랭크의 동거인 잭에게 그를 노파처럼 보이게 할 의수 마스크가 포함된 다우트파이어 부인 의상을 만들어 달라고 부탁한다.
미란다는 성공적인 인터뷰 후 다웃파이어 부인을 고용한다. 아이들은 처음에는 다웃파이어의 권위 아래서 고군분투하지만 곧 돌아와 번창하고 미란다는 아이들과 더 가까워지는 법을 배운다. 다니엘은 역할의 일부로 몇 가지 가사 기술을 배우고 자신을 더욱 향상시킨다. 그러나 이것은 나중에 미란다가 그보다 다웃파이어 부인을 더 신뢰하고 그녀를 해고 할 수 없기 때문에 그가 자녀를 보는 데 또 다른 장벽을 만든다. 리디아와 크리스는 나중에 다웃파이어 부인이 실제로 다니엘이라는 사실을 알게되었지만 그의 비밀을 지키는 데 동의한다.
어느 날 방송국 CEO 조나단 런디는 다니엘이 최근 취소된 어린이 쇼 세트장에서 공룡 장난감을 가지고 노는 것을 본다. 그의 목소리 연기와 상상력에 감명을 받은 런디는 다니엘을 초대하여 저녁 식사를 하면서 쇼에 대한 자신의 계획을 의논하도록 한다. 다웃파이어가 초대되었다. 약속을 변경할 수 없는 다니엘은 두 행사에 모두 참석하기 위해 다웃파이어 의상을 입었다 뗀다. 술에 취한 다니엘은 실수로 런디에게 의상을 입고 돌아왔을 때 실수하지만 다니엘은 다웃파이어가 새 쇼에 대한 그의 아이디어라고 재빨리 주장한다. 스튜가 후추에 알레르기가 있다는 것을 우연히 들은 다니엘은 부엌으로 몰래 들어가 스튜가 주문한 잠발라야에 카이엔 고추가루를 뿌린다. 스튜는 저녁 식사를 하다가 질식하고 다니엘은 죄책감을 느끼며 다우트파이어 부인으로 하임리히 책략을 시행한다. 이 행동으로 인해 의족 마스크가 다니엘의 얼굴을 부분적으로 벗겨내어 그의 정체가 드러나고 아이들과 함께 식당에서 뛰쳐나오는 미란다를 소름끼치게 한다. 그러나 스튜는 그를 구해준 다니엘에게 감사한다.
다음 양육권 청문회에서 다니엘은 자신이 판사의 요구 사항을 충족했음을 지적한 다음 자신의 행동을 설명한다. 판사는 다니엘의 연기 능력에 주목하고 그의 말을 또 다른 행동으로 기각하고 다웃파이어 부인으로서의 그의 역할이 비 정통적임을 발견하고 미란다에게 아이들에 대한 완전한 양육권을 부여하고 감독하에 토요일 방문에 대한 다니엘의 권리를 추가로 제한한다. 이것은 그와 다니엘에 대한 그녀의 분노와 분개가 가족을 해치고 있음을 깨닫기 시작하는 미란다를 황폐화시킨다. 다웃파이어 부인이 없으면 미란다와 아이들은 그녀가 자신의 삶을 얼마나 개선했는지 인정하면서 비참해진다. 그런 다음 그들은 다웃파이어 부인 인 다니엘이 전국적으로 히트를 친 Euphegenia's House라는 새로운 어린이 쇼를 주최하고 있다는 사실에 놀랐다.
미란다는 촬영 후 촬영장에서 다니엘을 방문하고 그가 가족과 함께 있을 때 상황이 더 좋았다고 인정한다. 그런 다음 그녀는 공동 양육권을 마련하여 다니엘이 방과 후 아이들을 데려갈 수 있도록 한다. 다니엘이 아이들과 함께 떠날 때 미란다는 다웃파이어 부인이 부모가 헤어진 Katie McCormick이라는 어린 소녀의 편지에 가족이 어떤 준비를하든 사랑이 이길 것이라고 말하는 Euphegenia's House 에피소드를 본다.

## 한국판 성우진

### MBC (1997년 1월 2일)
- 배한성 - 다니엘/다웃파이어(로빈 윌리엄스)
- 윤소라 - 미란다(샐리 필드)
- 김도현 - 스튜어트(피어스 브로스넌)
- 김현직
- 이영달
- 황일청
- 김은영
- 안정현
- 박태호
- 이도련
- 김순선
- 조향이
- 황윤걸
- 최원형
- 강수진
- 박조호
- 이영란
- 김영선
- 박소라
- 정남

### SBS (2005년 10월 16일)
- 배한성 - 다니엘(로빈 윌리엄스)
- 이향숙 - 미란다(샐리 필드)
- 박일 - 스튜(피어스 브로스넌)
- 이선호 - 크리스(매슈 로런스)
- 박소라 - 리디아(리사 제이컵)
- 우정신 - 나탈리(마라 윌슨)
- 이종구 - 런디(로버트 프로스키)
- 최옥희 - 셀너(앤 하니)
- 김관진 - 프랭크(하비 피어스타인)
- 장호비 - 루(테리 맥고번)
- 임채헌 - 잭(스콧 카푸로)